# Grabinka (Zadzim)
Pour les articles homonymes, voir Grabinka.
Grabinka (prononciation [ɡraˈbinka]) est une localité de la gmina de Zadzim, du powiat de Poddębice, dans la voïvodie de Łódź, située dans le centre de la Pologne.
Elle se situe à environ 16 kilomètres (km) au sud-ouest de Poddębice (siège du powiat) et 44 kilomètres à l'ouest de Łódź (capitale de la voïvodie).
Sa population s'élevait approximativement à 60 habitants en 2009.

## Administration
De 1975 à 1998, la localité était attachée administrativement à l'ancienne voïvodie de Sieradz.

Depuis 1999, elle fait partie de la nouvelle voïvodie de Łódź.